# Saint-Denis (Olaszország)
Saint-Denis település Olaszországban, Valle d’Aosta régióban. Lakosainak száma 359 fő (2023. január 1.). Saint-Denis Antey-Saint-André, Chambave, Pontey, Torgnon, Châtillon és Verrayes községekkel határos.

## Népesség
A település lakossága az elmúlt években az alábbi módon változott:
| Lakosok száma | 374  | 369  | 359  |
|               | 2017 | 2018 | 2023 |